# Zatoka delfinów
Zatoka delfinów (ang. The Cove) – amerykański film dokumentalny z 2009 roku w reżyserii Louie Psihoyosa. Jego światowa premiera odbyła się 20 sierpnia 2009, natomiast na ekranach polskich kin pokazywany był od 21 maja 2010.

## Opis fabuły
Richard O'Barry, słynny treser delfinów, z grupą naukowców, wyposażeni w najnowocześniejszy sprzęt wybierają się do Japonii. Ukazują oni zarówno szokujące znęcanie się nad delfinami, jak i związane z tym zagrożenia dla ludzkiego zdrowia.

## Nagrody
Film otrzymał ponad 20 nagród na festiwalach filmowych na całym świecie. W 2010 otrzymał Oscara za najlepszy film dokumentalny, w 2009 zdobył nagrodę publiczności na Sundance Film Festival, a także został nominowany do Satelity za najlepszy pełnometrażowy dokument.